# Daniel Vázquez Evuy
Daniel Vázquez Evuy (Madrid, España, 11 de marzo de 1985) es un exfutbolista ecuatoguineano. Jugó de defensa y su equipo último equipo fue el New York Cosmos de la NASL.

## Selección nacional
Evuy clasifica por Guinea Ecuatorial al ser su madre de aquel país. Empezó a contar con algunas convocatorias de la selección absoluta durante el último cuatrimestre de 2006 para partidos oficiales y amistosos. En 2007, participó sin éxito de la selección sub-23 en las eliminatorias para los Juegos Olímpicos Beijing 2008. En carácter de uno de los tres jugadores sin límite de edad permitidos, logró integrar en abril de 2010 la selección sub-20 que disputó las calificadoras para el Campeonato Juvenil Africano de 2011 y, un año más tarde, la selección sub-23 rumbo a Londres 2012. 
Volvió a contar para partidos mayores en agosto y octubre de 2010, en los amistosos contra Marruecos y Botsuana. Jugó uno más en febrero de 2011 contra Chad, en el debut de Henri Michel como seleccionador, pero el francés no contaría más con él ni otros jugadores vinculados al fútbol español durante el resto del año. Logró regresar al equipo a principios de 2012, justo a tiempo para la disputa de la Copa Africana de Naciones de 2012, en la que jugó el tercer partido de la fase de grupos, en la derrota contra la eventual campeona Zambia.

## Clubes
| Club                 | País           | Año       |
| -------------------- | -------------- | --------- |
| Real Murcia B        | España         | 2004      |
| Alcorcón             | España         | 2004–2006 |
| Móstoles             | España         | 2006–2007 |
| El Álamo             | España         | 2007–2008 |
| Atlético Esquivias   | España         | 2008      |
| Puerta Bonita        | España         | 2008–2009 |
| Villaviciosa de Odón | España         | 2009–2012 |
| JK Tallinna Kalev    | Estonia        | 2013-2015 |
| New York Cosmos      | Estados Unidos | 2015–2016 |